# 송산 (몽골)
송산(松山, 키릴문자:Сүншан, ? ~ 1309년?)은 몽골 제국과 원나라의 황족이다. 원 세조 쿠빌라이 칸의 증손으로, 진헌무왕 카말라의 차남 또는 서장자였다. 
증조부 쿠빌라이 칸의 생전에 태어나 1292년 혹은 1293년 황증손 자격으로 출진하여 양왕(梁王)과 운남왕에 봉해졌고 운남행성에 파견되었다. 이후 그곳에 체류하다가 사망했다. 리사드 앗 웃딘의 집사에 의하면 그의 이름은 즁샨(جونگشای)이라 한다.
태정제 예순테무르의 형 또는 동생으로, 예순테무르가 즉위하기 전에 사망했다.

## 생애
송산의 생년월일과 출생지는 전하지 않으며 쿠빌라이 칸의 손자인 진왕 카말라의 아들로 태어났다. 어머니는 카말라의 이름 미상의 첩, 혹은 카말라의 정실 부인 부얀케르미시이다. 그가 태어날 무렵에는 이미 증조부 대원 세조 쿠빌라이 칸이 생존해있던 때였다. 
카말라의 아들로 적차남이며 예순테무르 칸의 동생이라는 설과, 카말라의 서장자로 예순테무르 칸의 이복 형이라는 설이 있다. 원사 107권에 의하면 송산은 원 현종 카말라의 장남이나 서장자라 한다. 그런데 원사 115권에서는 카말라의 아들 예순테무르가 장남이고, 송산은 둘째 아들이라 한다. 신원사에는 진종 예순테무르 칸이 카말라의 장남이고, 송산은 차남이라 한다. 델리겔부카는 원사, 신원사 모두 송산의 동생으로 지목한다.
1292년 7월 1일 혹은 1293년 7월 1일 황증손 자격으로 운남성에 출진하였으며, 증조부 쿠빌라이가 자녀가 없는 종조부 노무간 대신 아버지 카말라를 진왕으로 교체 임명하고, 송산을 대신 운남왕과 양왕에 봉하고 황손양왕인(皇孫梁王印)의 인장을 내려주었다. 원래 쿠빌라이의 여섯 번째 아들 후게치의 가족은 윈난 지역에 있었지만, 1293년에 쿠빌라이는 어떤 이유에서였는지, 후게치의 형 친킴의 아들인 다른 손자 카말라를 양왕으로 파견하였다. 그러나 곧 카말라를 진왕으로 봉하고 몽골 고원의 진수를 맡겼다. 
증조부 쿠빌라이 카안은 카말라를 대신해 그를 양왕으로 임명했다. 송산은 어리고 경험이 부족했기 때문에, 쿠빌라이 카안은 당시 후게치 가문을 도와 운남성의 행정을 맡고 있던 장립도(張立道)를 송산의 보좌로 파견했다. 1296년(원정 2년) 겁설석(怯薛歹)에 임명되어 운남성 원강(元江)변의 도적을 토벌하였다.
1301년(대덕 5년) 5월 운남성의 토관 송융제(宋隆濟)가 반란을 일으켰다. 파견된 행성평장정사(行省平章政事) 테우르(幢兀兒), 행성참지정사 부란카이(不蘭奚)와 함께 송융제를 토벌, 해산시켯고, 반란의 주모자 월사(月撒)를 처형했다. 이때 처형된 자는 500명이 넘었다고 전해진다. 얼마 지나지 않아 유인들이 비어를 만들어, 송산이 부참지설을 믿고 진출했다는 소문을 퍼뜨렸다. 조정에서는 유포자들을 색출해 복주하였다.
1305년 9월 원 성종 테무르는 조령을 내려 송산에게 운남행성의 일에 관여하지 말라 하고, 동시에 위로차 초(鈔) 천정을 내려주어 위문하여다. 그러나 송산은 억울해하고 즐기지 않았으며, 점차 풍질(風疾)이 심해졌다.
1309년(지대 2년) 운남왕직에서 해임되고, 원 무종 카이산은 오그룩치의 손자인 제왕 노딕칸(老的罕)을 대신 운남왕에 봉하고, 송산 대신 운남성을 진수하게 했다. 송산은 우울해했고 점차 건강이 악화되었다. 송산은 얼마 지나지 않아 사망했다. 일설에는 권신인 태평왕 옌테무르와 싸우다가 죽었다는 설도 있다. 운남왕 직위는 1320년에 가서 그의 아들 왕선이 다시 임명되었다.

## 같이 보기
- 예순테무르
- 카말라